# 统一社会主义青年

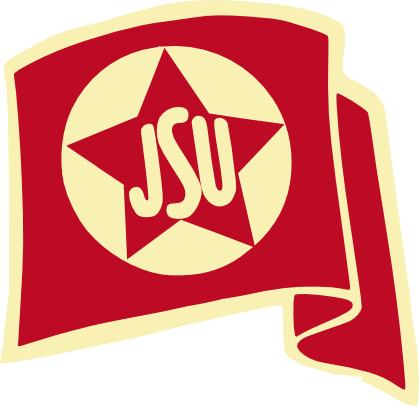
统一社会主义青年标志

统一社会主义青年（西班牙語：Juventudes Socialistas Unificadas，缩写为JSU）是西班牙历史上的一个青年组织。该组织成立于1936年春季，由西班牙工人社会党的青年翼西班牙社会主义青年和西班牙共产党的青年翼西班牙共产主义青年联盟合并而成。该组织的总书记圣地亚哥·卡里略来自西班牙社会主义青年，但在合并前秘密加入了西班牙共产主义青年联盟。该组织成立后，很快就被西班牙共产党主导。1939年3月10日（西班牙内战结束前夕），西班牙社会主义青年在马德里重新形成。1961年10月，统一社会主义青年改组为西班牙共产主义青年联盟。